# Historia Kornwalii

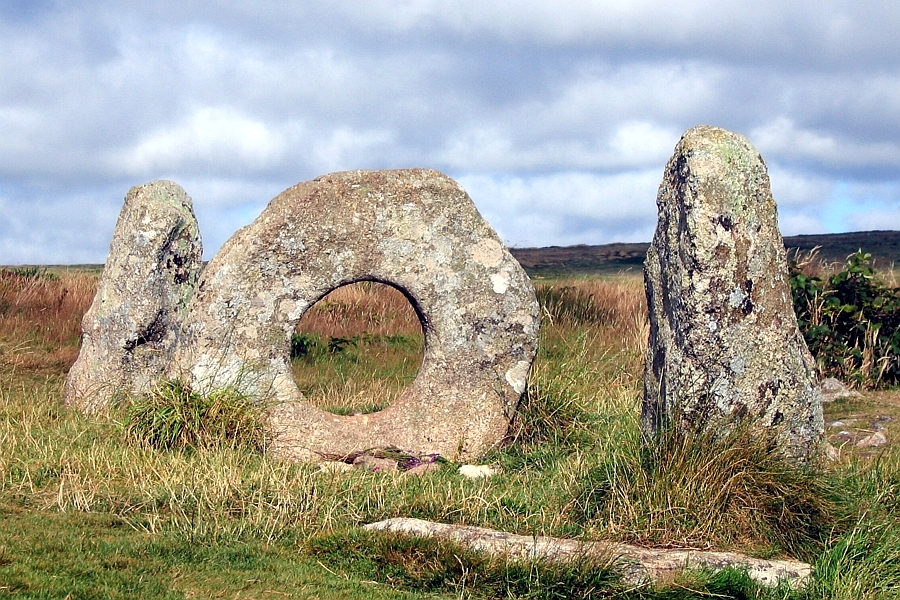
Mên-an-Tol z epoki brązu

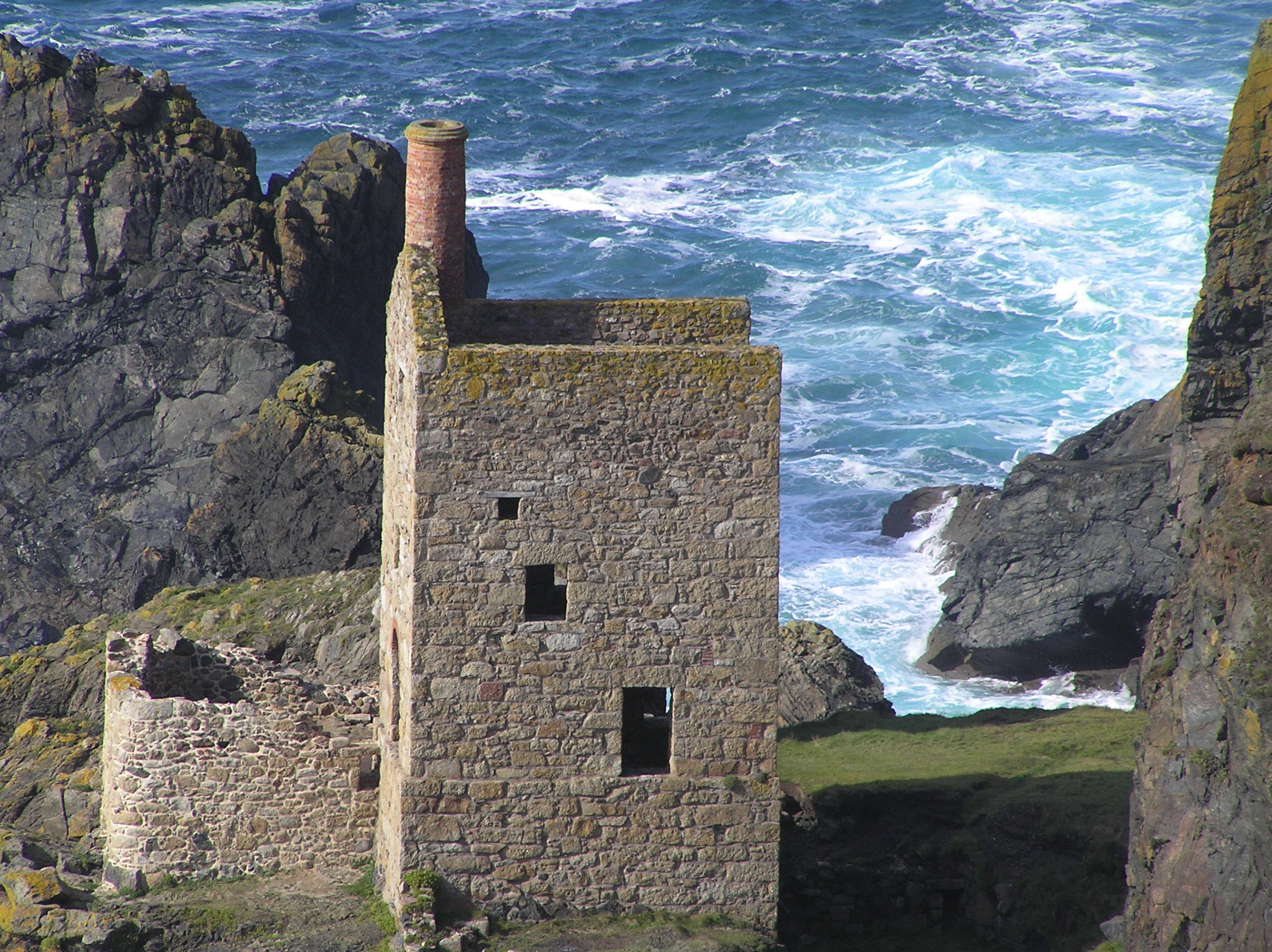
Ruiny kopalni cyny w zachodniej Kornwalii

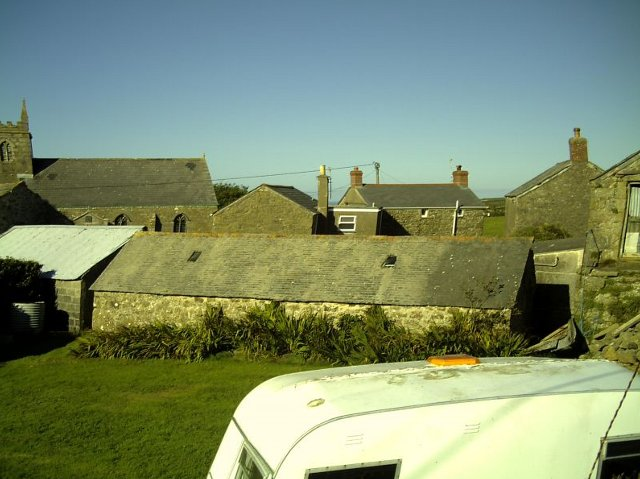
Kamienna wieś przy Land’s End

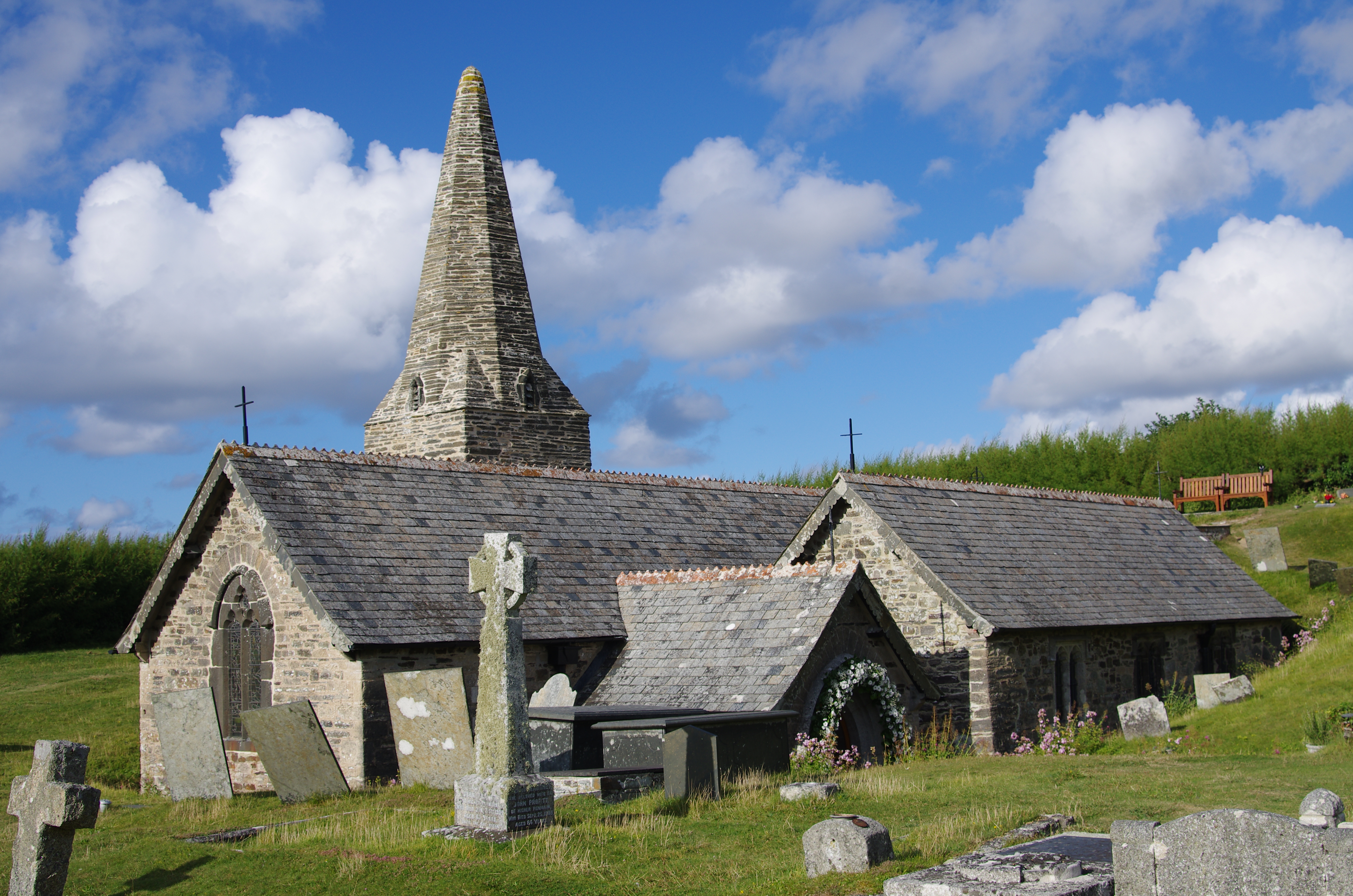
Kościół św. Enodoca w Trebetherick

Historia Kornwalii zaczyna się od czasów przedrzymskich mieszkańców, w tym ludów posługujących się językiem celtyckim, który później ewoluował do języka bretońskiego i kornijskiego. Po okresie rządów rzymskich Kornwalia powróciła pod rządy niezależnych przywódców celtyckich. Od średniowiecza obszar jest częścią królestwa Anglii, później włączonego do Wielkiej Brytanii i Zjednoczonego Królestwa, jednak przeważnie z dużą samodzielnością i tendencjami decentralistycznymi. Zamieszkiwana przez celtycki naród Kornwalijczyków, sukcesywnie zaludniana także przez Anglików. Zwykle była na uboczu wydarzeń ogólnokrajowych, większe znaczenie odegrała przede wszystkim w angielskiej wojnie domowej.

## Czasy prehistoryczne
Pierwsze udokumentowane ślady działalności ludzkiej pochodzą z roku 4000 p.n.e. i są to struktury megalityczne z epoki neolitu takie jak Chun Quoit.
Kornwalia i sąsiedni Devon miały duże złoża cyny, która wydobywana była już w epoce brązu przez ludzi z kultury pucharów dzwonowatych. Ponieważ cyna niezbędna jest do produkcji brązu, około roku 1600 p.n.e. region ten przeżył okres prosperity i był ośrodkiem eksportowym cyny do Europy. Załamanie nastąpiło w wieku XII p.n.e. – może to wskazywać na inwazję lub dużą falę imigracyjną na południe Wielkiej Brytanii. Z epoki brązu pochodzą menhiry i kamienne kręgi, obecne zwłaszcza na końcu półwyspu.
Epoka żelaza zawitała na Wyspy Brytyjskie ok. roku 750 p.n.e., niosąc ze sobą rozwój rolnictwa, żelaznych pługów i siekier. Nasiliła się również budowa grodzisk na wzgórzach. Mniej więcej w tym samym czasie (900–500 p.n.e.) plemiona celtyckie opanowały wyspę Wielką Brytanię. Tego okresu dotyczy wzmianka u Herodota o Kassyterydach – Wyspach Cynowych (3,115). W zapisie tym chodzi prawdopodobnie o Wyspy Scilly, choć jest to jedynie przypuszczenie – żadna z wysp u wybrzeży Hiszpanii czy Kornwalii nie ma złóż cyny. Inna wzmianka o Kornwalii pochodzi od greckiego historyka Diodora Sycylijskiego, a region ten nosi w jego pismach nazwę Belerion.

## Epoka rzymska
W roku 330 p.n.e. do Kornwalii dotarł podróżnik Pyteasz z Massalii. Opisał ją jako krainę pracowitych rolników, spokojnych, ale zajadłych w walce, opisał również handel Kornwalijczyków z ludami z basenu Morza Śródziemnego.
W okresie dominacji rzymskiej Kornwalia pozostawała na uboczu głównych centrów zainteresowania Rzymian. Co prawda sięgał tu rzymski system dróg, jednak docierał tylko do dwóch twierdz: Restormel Castle i Nanstalon, jak też do rzymskiej willi Magor Farm niedaleko Camborne. Skończył się handel cyną, wydobycie na skalę międzynarodową zastąpił import z Półwyspu Iberyjskiego. Kornwalia jednak nie straciła łączności z sąsiednimi terytoriami dzięki uczęszczanym szlakom morskim z Padstow i Lostwithiel.
W przededniu wycofania Rzymian z Brytanii Anglosasi byli w stanie podbić większość wyspy, Kornwalia pozostała jednak we władaniu elit rzymskich i celtyckich. Należała do plemienia „Dumnonii”, którego centrum znajdowało się na terenie współczesnego hrabstwa Devon. Kornwalijska część zwana była „Cornovii”. W okresie rzymskim podział między oboma plemionami nie był wyraźny, a obie nazwy były stosowane wymiennie. Do VIII wieku władcy Dumnonii byli jednocześnie władcami Cornovii. W legendzie o królu Arturze, Gorlois posiada tytuł księcia Kornwalii, ale nie ma dowodów na jego istnienie. Okres ten występuje w Kornwalii jako „wiek świętych” – powstanie celtyckiego chrześcijaństwa i odrodzenie sztuki celtyckiej w Irlandii i Szkocji, która następnie zawędrowała do Kornwalii. W tym właśnie okresie działali kornwalijscy święci: Piran, Meriasek czy Geraint; często silne były ich związki z królami Kornwalii.

## Średniowiecze
Królestwo Kornwalii powstało ok. VI wieku, jego królowie początkowo podlegali brytyjsko-celtyckiemu Królestwu Dumnonii. Z powodu niestabilnej sytuacji politycznej niektórzy królowie kornwalijscy próbowali podporządkować sobie Bretanię. Tymczasem ze wschodu nadciągało saksońskie zagrożenie z Wessexu, które doprowadziło do upadku królestwa Dumnonii. W roku 721 Brytowie pokonali Saksonów pod „Hehil”. Po stu latach spokoju zachodni Saksonowie znów zaatakowali Kornwalię. Kronika anglosaska informuje o bitwie pod Gafulforda, najprawdopodobniej pod obecnym Galford. W roku 838 Kornwalijczycy wraz z Duńczykami zostali pokonani przez Egberta z Wesseksu pod Hingston Down.
Do roku 880 w Kościele kornwalijskim wykształciła się przewaga duchownych saksońskich. Kontrolowali oni dobra Kościoła, które przeszły ostatecznie na własność królów Wesseksu. Jednak, zgodnie z opinią Alfreda Wielkiego, ilość ziemi posiadanej w Kornwalii była niewielka.
Koniec tysiąclecia to okres nękania Kornwalii przez najazdy duńskich wikingów. Miasto Lydford położone na wyżynie Dartmoor przy granicy z Wesseksem zostało kompletnie zniszczone i splądrowane przez tłum wikingów. Atak został zarządzony przez króla Swena Widłobrodego. Zaskoczenie było o tyle większe, że Lydford uważany był za niemożliwy do zdobycia. Jednak atak nie pociągnął za sobą podbicia Kornwalii.
W roku 1013 Wessex ponownie został pokonany przez wojska duńskie pod dowództwem króla Swena Widłobrodego. Wessex włączono do imperium duńskiego, jednak nie anektowano doń Kornwalii, Walii ani Szkocji, dając im autonomię w zamian za trybut. W roku 1068 Kornwalijczycy stoczyli z Saksonami bitwę pod Exeterem, przegrali ją, spotykając się z zaciekłą obroną.
Zapisy w Domesday Book świadczą, że do roku 1086 kornwalijscy właściciele zostali prawie całkowicie wywłaszczeni i zastąpieni przez właścicieli angielskich. Dominował jednak język kornwalijski, zwłaszcza w zachodniej i środkowej części Kornwalii; pierwsze typowo angielskie nazwy miejsc pojawiły się na zachód od rzeki Tamar dopiero około roku 1040.
Organizacja Kościoła w Kornwalii w tamtych czasach nie jest jasna. W połowie IX wieku głową Kościoła był biskup Kenstec, który wprowadził Kościół kornwalijski pod jurysdykcję arcybiskupa Canterbury. Pierwsi biskupi byli narodowości kornwalijskiej, od roku 963 wszyscy byli Anglikami. Od 1050 roku Kościół kornwalijski został wchłonięty przez diecezję w Exeterze.
Po roku 1066 większość ziemi w Kornwalii przeszła pod władanie nowej arystokracji, przy czym większa część należała do Roberta, przyrodniego brata Wilhelma Zdobywcy, największego – po królu – właściciela ziemi w Anglii. Przy licznych okazjach powoływano książąt Kornwalii, ich linie dynastycznie nie trwały jednak zbyt długo.
W średniowieczu rozwinęła się literatura popularna pisana w języku kornijskim, szczególnie w dziedzinie misteriów religijnych. Największym centrum literackim był Glasney College, trzeci najstarszy uniwersytet brytyjski.

## Czasy nowożytne

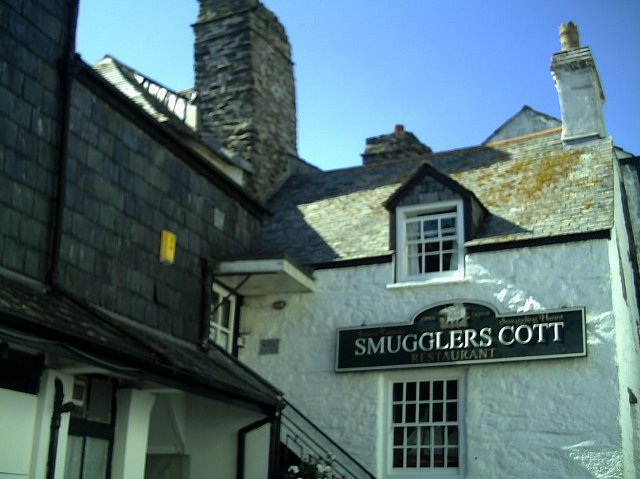
Dawna melina szmuglerska w Looe, obecnie popularny pub

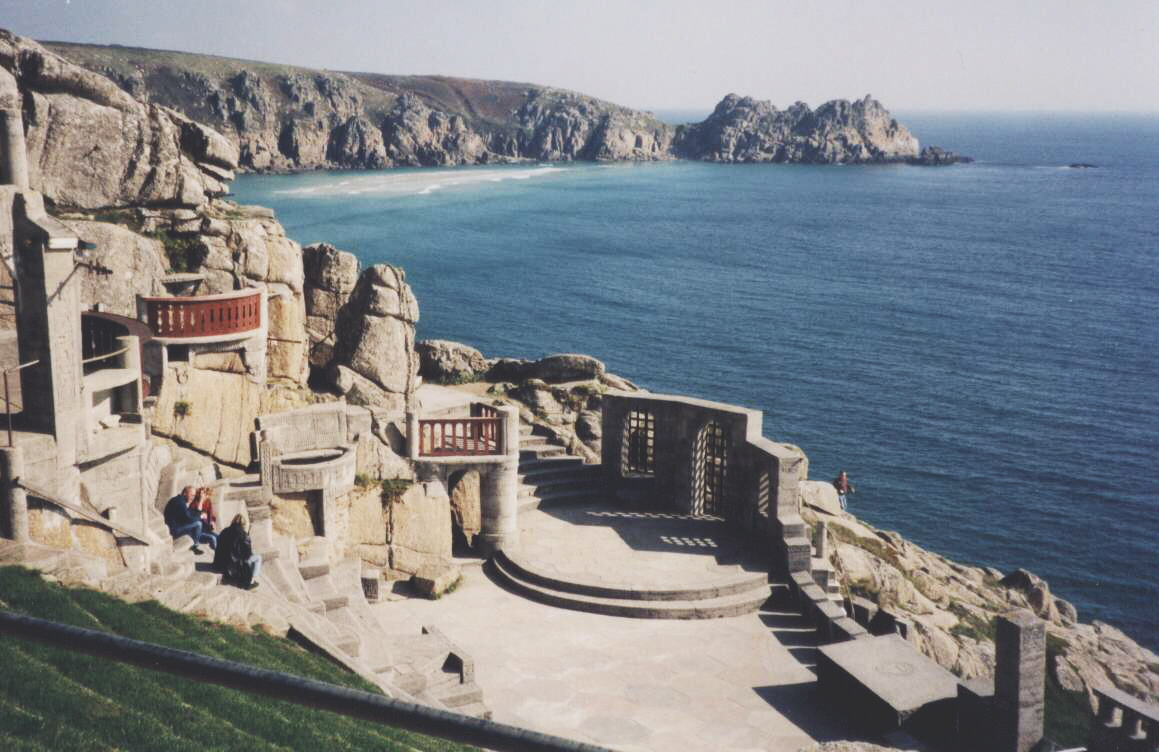
Wykuty w klifach amfiteatr Minnack Theatre

Tendencje centralistyczne za dynastii Tudorów znacznie przyczyniły się do likwidacji odrębności Kornwalii, m.in. zlikwidowano odrębność prawa stosowanego, narzucając prawo angielskie. W 1497 roku wśród górników kornwalijskich wybuchła rebelia, będąca eskalacją protestu przeciw podniesieniu podatków przez Henryka VII, który zbierał fundusze na wojnę ze Szkocją. Rebelianci dotarli do Londynu, zyskując po drodze zwolenników, jednak zostali pokonani w bitwie pod Deptford Bridge.

### Rebelia modlitewników
Na fali reformacji, w roku 1549 parlament brytyjski wydał ustawę, tzw. Act of uniformity, którego intencją było zastąpienie języka łacińskiego angielskim w obrzędach religijnych – prawodawcy wyszli z założenia, że na terenie Anglii język angielski jest powszechnie znany. Ustawa nie zabraniała wprost używania łaciny – jej intencją było umocnienie angielszczyzny. Kornwalia nie była jednak przygotowana na taką zmianę, jako region była w zasadzie jednojęzyczna. Narzucenie nowego języka zostało odebrane jednoznacznie negatywnie. W tym samym roku, w odpowiedzi na akt prawny, wybuchła rewolta zwana jako rebelia modlitewników – około 4000 ludzi protestujących przeciw wprowadzeniu modlitewników w języku angielskim zostało zmiażdżonych przez wojska królewskie. Przywódców rebelii stracono – zginęło 20 procent ludności kornwalijskiej – a ocalałych poddano licznym represjom. Język kornijski został zabroniony na oficjalnych uroczystościach, pielgrzymkach, procesjach.
Odezwa rebeliantów zawierała żądanie przywrócenia starego obrządku i kończyła się oświadczeniem: „My, Kornwalijczycy, zdecydowanie odrzucamy angielski”. Książę Somersetu Edward Seymour zapytał więc Kornwalijczyków, dlaczego czują się obrażeni, skoro dotąd msze były w łacinie, której również nie rozumieli. Wiele czynników, w tym utrata życia przez walczących i proliferacja angielszczyzny spowodowały, że rebelia modlitewników okazała się punktem zwrotnym w historii języka kornijskiego.
Warto zauważyć, że na mapach z XVII wieku, w tym słynnej mapie Mercatora, Kornwalia przedstawiana była – na równi z Walią i Irlandią – jako jeden z narodów brytyjskich.

### Kornwalia w wojnie domowej
Kornwalia odegrała poważną rolę w wojnie domowej w Anglii – była enklawą rojalistów na sympatyzującym z parlamentem południowym zachodzie. Powodem była sytuacja należących do korony kopalń cyny. Siły parlamentu najechały na Kornwalię trzykrotnie i spaliły archiwa księstwa.
1 listopada 1755 roku trzęsienie ziemi w Lizbonie spowodowało falę tsunami, która uderzyła w kornwalijskie wybrzeże. Fala miała wysokość do trzech metrów i spowodowała zalanie znacznej części wybrzeża.
W XVIII wieku odpowiedzią na politykę fiskalną państwa był przemyt na szeroką skalę do Anglii. Rozwinął się zwłaszcza w regionie Kornwalii o trudnym dostępie z morza, stosunkowo pustym i trudniejszym do skontrolowania przez agendy państwowe przy ówczesnym stanie techniki. Przemytem zajmowały się całe rodziny, żyły z niego również miasta. Mieszkańcy wielu miejscowości pracowali wyłącznie przy przemycie – rozładunku, transporcie w głąb kraju. Lista osób o udokumentowanej działalności przemytniczej (w tym całych rodów) liczy ponad 200 osób. W roku 1793 połowa herbaty przywiezionej do Wielkiej Brytanii pochodziła z przemytu.

### Kryzys w Kościele
Podobnie jak w innych religiach celtyckich, w XVIII wieku, a zwłaszcza w jego początku, największą popularnością cieszył się jakobityzm, choć rebelia w 1715 pod przewodnictwem Jamesa Payntera została szybko powstrzymana przez władze. Paynter został postawiony przed sądem, ale korzystając ze swych praw górnika cyny został osądzony przez innych górników i uniewinniony.
Uprzemysłowienie społeczeństwa doprowadziło do osłabienia pozycji Kościoła w osiemnastowiecznej Kornwalii. W miarę jak rosło zaangażowanie Kornwalijczyków w górnictwie, zwiększał się rozdźwięk między Kornwalijczykami a duchownymi Kościoła anglikańskiego. Wielu Kornwalijczyków było albo rzymskimi katolikami, albo nie angażowało się w ogóle w sprawy wiary. Stan ten trwał do końca XVIII wieku, kiedy w Kornwalii pojawił się Charles Wesley i zaczął propagować metodyzm. Formalnie do rozdziału Kościoła metodystów od anglikańskiego doszło w roku 1795.
W XVIII i XIX wieku region żył z górnictwa metali kolorowych. Złoża wyczerpały się pod koniec dziewiętnastego wieku, powodując masową emigrację Kornwalijczyków głównie do Ameryki, Australii i południowej Afryki, gdzie poszukiwano górników. Po upadku górnictwa, rolnictwa i rybołówstwa w XX wieku gospodarka regionu zaczęła opierać się na turystyce – mimo to Kornwalia uważana jest za jeden z najbiedniejszych regionów zachodniej Europy.
Początek wieku to zmiany techniczne i cywilizacyjne. W roku 1900 Guglielmo Marconi zbudował na półwyspie radiostację do nawiązania łączności ze statkami. Udało mu się nawiązać łączność na odległość 299 km, z Wyspą Wight – punkt The Needles. Rok później, również z półwyspu, Marconi wysłał radiowy sygnał do Ameryki.

## Dwudziesty wiek i historia najnowsza
W 1906 w Bodmin miała miejsce ostatnia publiczna egzekucja w Wielkiej Brytanii.
Pod koniec XIX i na początku XX wieku na półwyspie Lizard Guglielmo Marconi prowadził eksperymenty z łącznością radiową; w roku 1901 po raz pierwszy nawiązał łączność radiową z The Needles – na odległość ponad 300 kilometrów.
W 1921 roku zamknięto najgłębszą kopalnię rud cyny, Dolcoath Mine. Na ten czas również przypada próba wskrzeszenia języka kornijskiego przez Henry’ego Jennera; w roku 1928 powołał organizację Gorseth Kernow, mającą za zadanie zachowanie świadomości odrębności narodowej wśród Kornwalijczyków
II wojna światowa dość łagodnie obeszła się z położonym na uboczu i nieposiadającym większego znaczenia strategicznego regionem. Kornwalijskie plaże były zaminowane. W regionie znajdowały się wojskowe lotniska, służące jako bazy wypadowe.
W roku 1951 powstała nacjonalistyczna partia Mebyon Kernow (Synowie Kornwalii) mająca w programie uzyskanie niepodległości[36]. W pięćsetną rocznicę kornwalijskiej rebelii, w roku 1997, odbył się okolicznościowy marsz z Kornwalii do Londynu, znany jako Keskerdh Kernow 500. W 1999 roku Kornwalia została uznana za rejon niedostatecznie rozwinięty ekonomicznie i objęta programem Objective One.